# Cauda equina
Die Cauda equina (lateinisch für „Pferdeschwanz“) ist eine anatomische Struktur innerhalb des Wirbelkanals, die von den im Duralsack kaudal des unteren Endes des Rückenmarks schweifähnlich verlaufenden Spinalnervenwurzeln gebildet wird.

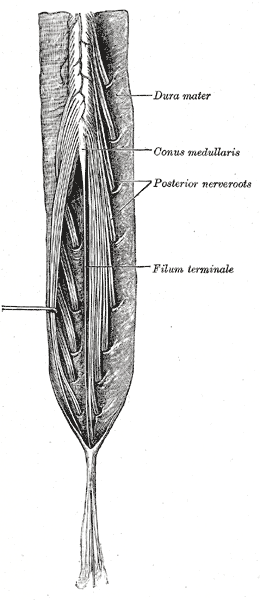
Die Spinalnervenwurzeln treten beiderseits in Bündeln durch die Dura mater und aus dem Wirbelkanal in die Zwischwirbellöcher.

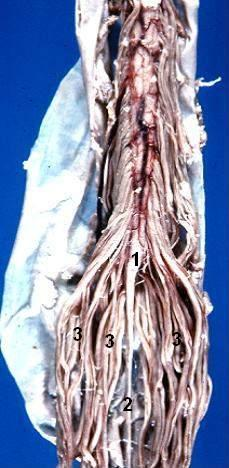
Anatomisches Präparat des aus dem Wirbelkanal entnommenen Duralsacks mit der Cauda equina.
(1) Conus medullaris,
(2) Filum terminale,
(3) Cauda equina.

## Lage

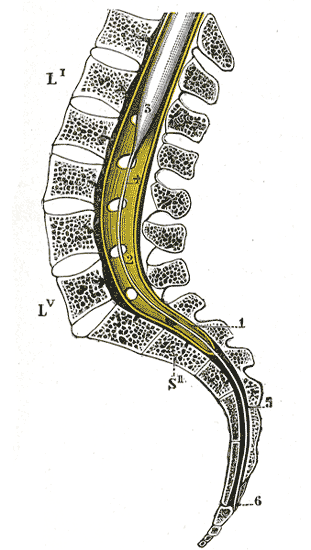
Beim erwachsenen Menschen liegt das Rückenmarksende mit dem Conus medullaris in Höhe der oberen Lendenwirbelsäule, sodass die untere Durahülle (gelb) außer dem Liquor cerebrospinalis nur Fasern der Nervenwurzeln (nicht gezeigt) und das Filum terminale enthält.

Die Cauda equina erstreckt sich vom unteren Ende des Rückenmarks, dem Conus medullaris (bei ausgewachsenen Menschen in etwa auf Höhe des ersten Lendenwirbels), bis zum Kreuzbein. Die hier pferdeschweifähnlich verlaufenden Nervenwurzeln liegen in dem mit Liquor cerebrospinalis gefüllten Subarachnoidalraum innerhalb der Durahülle, bis sie diese und die Wirbelsäule in verschiedenen Höhen seitlich durch Zwischenwirbellöcher je als Spinalnerven verlassen.
Die Cauda equina liegt im Normalfall spannungsfrei im Duralsack, ihre Position ist lageabhängig (im Liegen dorsal, in Bauchlage ventral) und zeigt in der Ultraschalluntersuchung des Neugeborenen und Säuglings ein mitschwingendes Bewegungsmuster abhängig von Atmung und Liquorfluss. Bei einer kaudalen Anheftung der Nervenfasern, tethered cord genannt, kommt es zu einer Störung des Schwingmusters.
Der Verlauf der Nervenfasern kann in der Kernspintomographie detailliert dargestellt werden.

## Entwicklung am Beispiel des Menschen
Im zweiten Entwicklungsmonat wird der Wirbelkanal durch das Rückenmark auf voller Länge ausgefüllt. Die Nervenwurzeln verlassen das Rückenmark und die Wirbelsäule ungefähr auf gleicher Höhe. Ab dem dritten Monat bleibt das Wachstum des Rückenmarks gegenüber dem stärkeren Wachstum der Wirbelsäule zurück. Dadurch bedingt tritt eine relative Verschiebung des Rückenmarks schädelwärts (kranial) auf, was Ascensus („Aufstieg“) genannt wird. Dies hat zur Folge, dass die Nervenwurzeln einen dem Ausmaß des Ascensus entsprechenden Weg innerhalb des Wirbelkanals verlaufen müssen, bevor sie die Wirbelsäule verlassen, da sie ihre Verbindung zu Rückenmark und Wirbelsäule behalten. Im sechsten Entwicklungsmonat reicht das Ende des Rückenmarks bis zu den Sakralwirbeln, bei der Geburt steht es in Höhe des dritten Lendenwirbels, bei Erwachsenen in Höhe des ersten bis zweiten Lendenwirbels.

## Erkrankungen
Es gibt angeborene Veränderungen, welche den genannten Ascensus behindern können:
- Spina bifida
- Narben postoperativ
- Diastematomyelie
- Lipome
- Verfettung des Filum terminale
- Dermalsinus[1]

Neurologische Erkrankungen, die mit einer Schädigung der Cauda equina einhergehen, bezeichnet man als Cauda-equina-Syndrom.

### Tiermedizin
Das Cauda-equina-Syndrom der Hunde ist eine bei mittelgroßen und großen Rassen im höheren Alter gehäuft auftretende Erkrankung.